# Doryctes erythromelas
Doryctes erythromelas är en stekelart som först beskrevs av Brulle 1846.  Doryctes erythromelas ingår i släktet Doryctes och familjen bracksteklar. Inga underarter finns listade i Catalogue of Life.